# Kuruçay
Koordinaten: 37° 38′ 4″ N, 30° 10′ 0,5″ O

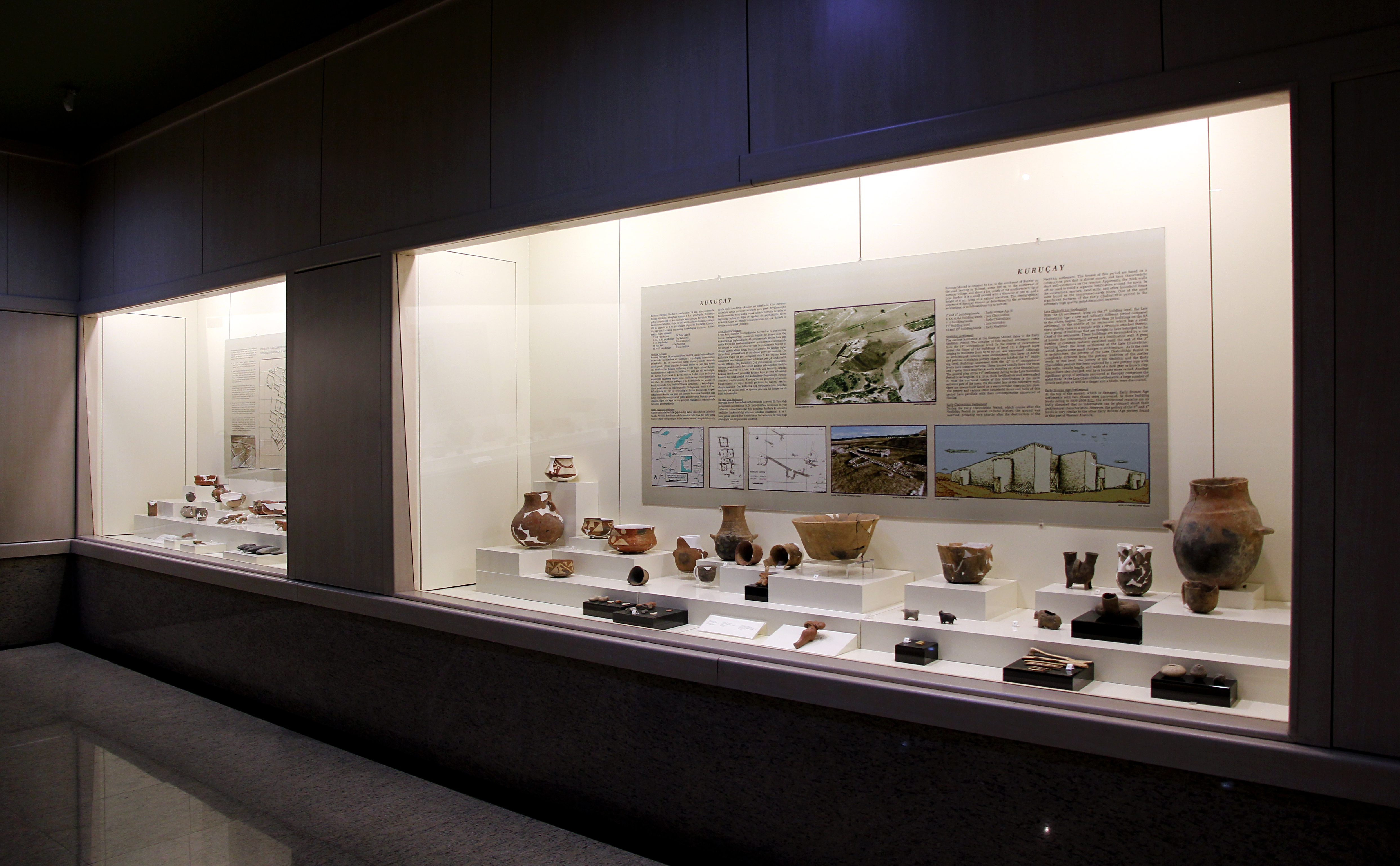
Funde aus Kuruçay im Archäologischen Museum Burdur

Kuruçay ist ein archäologischer Siedlungshügel am Burdursee etwa 15 km von Burdur und 10 km vom berühmten Hacılar Höyük entfernt. Er ist etwa 8 m hoch und hat einen Durchmesser von 90 m. Die dort liegende Siedlung wurde von 1978 bis 1992 unter Leitung von Refik Duruk intensiv und großflächig untersucht. Sie entstand um 6.200 v. Chr. und bestand mit Unterbrechungen bis zum Ende des 3. Jahrtausends v. Chr.
Die älteste Schicht enthielt zahlreiche Funde, jedoch keine Architekturreste, was die Forscher veranlasste, darin eine Schicht umgelagerten Siedlungsmaterials zu sehen. Erst in der darauf folgenden Schicht kamen Gebäudereste zum Vorschein, danach auch eine Befestigungsmauer. Alle späteren Gebäude sind bereits kupfersteinzeitlich und waren auf 1 m mächtige Steinfundamente gegründet. In der von der Hügeloberfläche aus gezählt 7. Schicht zeigt das Fundmaterial von Kuruçay enge Parallelen zu dem aus Hacılar Höyük. Dies gilt auch für die Zerstörung dieser Schicht durch einen Brand.
Nach einem Hiatus von etwa 1.500 Jahren entstand eine erneute chalkolithische Besiedlung, die um 3.000 v. Chr. in einer Brandkatastrophe endete. Dasselbe Schicksal ereilte auch eine kurze frühbronzezeitliche Siedlung am Ende des 3. Jahrtausends. Danach wurde der Ort endgültig aufgegeben.
Die Funde aus Kuruçay sind im Archäologischen Museum Burdur ausgestellt.